# لوسی لوریر
لوسی لوریر (انگلیسی: Lucie Laurier؛ زادهٔ ۱۹ مارس ۱۹۷۵) یک هنرپیشه اهل کانادا است. از آثار برجسته او می‌توان به فیلم نیترو (۲۰۰۷) اشاره کرد.